# زوي كوين
زوي كوين (بالإنجليزية: Zoë Quinn)‏ هي مطورة ألعاب فيديو ‏ ومصممة ألعاب وعَالِمَة حاسوب ومبرمجة ألعاب أمريكية، ولدت في 1987 في الولايات المتحدة.

## وصلات خارجية
- الموقع الرسمي
- زوي كوين على موقع IMDb (الإنجليزية)